# Quando (Pino Daniele)
Quando è una canzone scritta da Pino Daniele e pubblicata dall'artista nell'album Sotto 'o sole del 1991.

## Descrizione

Pino Daniele e Massimo Troisi nelle fasi di scrittura del brano Quando

La canzone fa parte della colonna sonora del film, uscito lo stesso anno, Pensavo fosse amore... invece era un calesse, diretto e interpretato da Massimo Troisi. Inizialmente il brano riportava i versi "e vivrò, sì vivrò,/ tutto il giorno per vederti ballare / fra i ricordi di una vita normale", poi sostituiti, su suggerimento dello stesso Troisi, con "e vivrò, sì vivrò/ tutto il giorno per vederti andar via / fra i ricordi e questa strana pazzia".

## Video musicale
Il video ufficiale è stato girato presso la Filanda di Forno.
Nel 2020 partecipa al concorso radiofonico I Love My Radio, a cui hanno preso parte in totale 45 canzoni.

## Formazione
- Pino Daniele - voce, chitarra, tastiera
- Alfredo Paixão - basso
- Rosario Jermano - batteria
- Matteo Saggese - tastiera
- Karl Potter - congas

## Cover
- Nel 1994 ne incide una versione Anna Oxa che la include nell'album Cantautori 2.
- Nel 1995 i Neri per Caso ne fanno una cover e la inserisce nell'album d'esordio Le ragazze.
- Nel 2006 è stata registrata una cover del brano da Laura Pausini, per l'album Io canto.
- Un'altra cover è stata interpretata da Mango nel disco Acchiappanuvole (2008).
- Una nuova cover è stata interpretata da Marco Mengoni nel 2020 per I Love My Radio.
- Nel 2021 è stata pubblicata come singolo una versione incisa in duetto da Arisa e Michele Bravi.
- Nel 2025 Massimo Ranieri con i Neri per Caso al Festival di Sanremo nella serata dedicata alle cover e pubblicata come singolo la mezzanotte successiva.

## Classifiche
| Classifica (2015) | Posizione massima |
| ----------------- | ----------------- |
| Italia            | 8                 |